# Caiabei, Cetatea Albă
Caiabei (în ucraineană Благодатне, transliterat: Blahodatne) este un sat în comuna Adamești din raionul Cetatea Albă, regiunea Odesa, Ucraina.

## Demografie
Componența lingvistică a localității Caiabei
     Ucraineană (92,95%)
     Română (4,15%)
     Rusă (1,66%)
     Alte limbi (0,83%)
Conform recensământului din 2001, majoritatea populației localității Caiabei era vorbitoare de ucraineană (92,95%), existând în minoritate și vorbitori de română (4,15%) și rusă (1,66%).